# Kano Pillars FC
O Kano Pillars FC é um clube de futebol sediado na cidade de Cano, na Nigéria, fundado em 1990. Atualmente disputa a Premier League da Nigéria e a CAF Champions League, e manda seus jogos no Estádio Sani Abacha, com capacidade para 16 000 espectadores.

## Títulos oficiais
| NACIONAIS | NACIONAIS            | NACIONAIS | NACIONAIS               |
|           | Competição           | Títulos   | Temporadas              |
| --------- | -------------------- | --------- | ----------------------- |
| Nigéria   | Campeonato Nigeriano | 4         | 2008, 2012, 2013, 2014. |
| Nigéria   | Copa da Nigeria      | 2         | 1953, 2019.             |
| Nigéria   | Supercopa da Nigeria | 1         | 2008                    |

## Desempenho em competições da CAF
Liga dos Campeões da CAF : (6)
- 2009  - Semi-finais
- 2011  - Primeira Rodada
- 2013  - Primeira Rodada
- 2014  - Rodada Preliminar
- 2015  - Primeira Rodada
- 2019  - Rodada Preliminar